# Seyyed Hossein Nasr
Pour les articles homonymes, voir Nasr.
Seyyed Hossein Nasr (en perso-arabe : سید حسین نصر), né le 7 avril 1933 à Téhéran, est un philosophe iranien, professeur d'études islamiques à l'université américaine George Washington. 
Il fait ses études en Iran puis aux États-Unis, où il obtient une licence en physique du Massachusetts Institute of Technology, une maîtrise en géologie et géophysique ainsi qu’un doctorat en histoire des sciences à l'université Harvard. Il retourne en Iran en 1958 où il enseigne la philosophie et les sciences islamiques à l'université de Téhéran, dont il devient le vice-recteur. Parallèlement à cette fonction, le shah le nomme président de l’Université de technologie de Sharif puis, à la demande de l’impératrice, il fonde l’Académie Impériale Iranienne de Philosophie, qui devient rapidement un des centres d'activités philosophiques les plus importants du monde islamique. 
La révolution de 1979 contraint Nasr à s'exiler avec sa famille aux États-Unis, où il enseigne les sciences et la philosophie islamiques. Sa perspective spirituelle et intellectuelle est la philosophia perennis, fondée sur les principes métaphysiques universels et intemporels, et bien que l'islam et le soufisme soient omniprésents dans ses écrits, son approche "pérennialiste" rend compte à la fois des particularismes propres à chaque religion et de leur identité essentielle.
Il est l'auteur de plus de cinquante livres et de plus de cinq cents articles sur la philosophie, la religion, la spiritualité, la science, l'art, l'architecture, la littérature, l'environnement et le dialogue inter-culturel.

## Biographie

### Origines
Seyyed Hossein Nasr naît le 7 avril 1933 à Téhéran de parents originaires de Kashan. Son père, Seyyed Valiallah Kahn Nasr, médecin au service de la famille royale, philosophe et homme de lettres, est un des promoteurs de l'éducation moderne en Iran. Sa mère est versée dans la littérature et la poésie persanes. Il descend de Sheikh Fazlollâh Nuri par sa mère et il est cousin du philosophe Ramin Jahanbegloo,.
Le patronyme « Nasr », qui signifie « victorieux », a été conféré à son grand-père par le shah. Le titre « Seyyed » désigne un descendant du prophète Mahomet.

### Études
Seyyed Hossein Nasr accomplit sa scolarité primaire à Téhéran ; celle-ci s’achève par un examen national où il obtient la meilleure note du pays. Son éducation intellectuelle et existentielle se prolonge à la maison dans des discussions religieuses et philosophiques avec son père, dans le cadre cultivé d’un foyer fréquentant théologiens, ministres, universitaires et mystiques. Il s’imprègne du message coranique, de la littérature persane, des langues arabes et françaises. Alors qu’il accomplit sa première année d’études secondaires à la Firooz Bahram High School (en), son père, auquel il est très attaché, est victime d'un grave accident, et pour éviter d’exposer l'adolescent à sa mort imminente, sa mère, contre l'avis de la famille, décide de l’envoyer étudier aux États-Unis,. Il y a trois choses que son père lui a léguées, dira-t-il plus tard : « premièrement, l'amour de notre culture persane, de notre tradition religieuse, littéraire, philosophique ; deuxièmement, un vif intérêt pour ce qui se passait en Occident dans le domaine des sciences, de la philosophie, de la littérature et de tout le reste ; troisièmement, un sens de la sérénité qui ne le quittait jamais ».
En octobre 1945, Seyyed Hossein Nasr est accueilli par un oncle consul à New York, qui l’inscrit à la Peddie School (en) de Hightstown dans le New Jersey. Diplômé en 1950, en possession d'une solide maîtrise de l'anglais, il est premier de sa classe (valedictorian) et lauréat du Wyclifte Award, attribué chaque année au meilleur élève de l’école.
Estimant que l’étude de la physique le mènera à comprendre la nature ultime du monde, il demande une bourse au Massachusetts Institute of Technology de Boston, qui lui est accordée. Lorsqu’il réalise, notamment à la suite d'une rencontre avec le philosophe Bertrand Russell, que cette science ne peut apporter les réponses à ses questionnements, il s’inscrit, en parallèle, aux cours de métaphysique et de philosophie de Giorgio de Santillana.
Celui-ci l’introduit à l’œuvre de René Guénon, avant qu'il ne découvre les travaux d'autres métaphysiciens pérennialistes comme Ananda Coomaraswamy, Frithjof Schuon, Titus Burckhardt, Martin Lings et Marco Pallis. Il se rallie à leur pensée et la veuve de Coomaraswamy, décédé quelques années plus tôt, lui donne un accès illimité à la vaste bibliothèque de son mari, que Nasr entreprend de cataloguer et dont il profite pleinement durant les cinq années qui suivent.
En 1954, détenteur d'un Bachelor en mathématiques et en physique du MIT, Nasr s’inscrit à l'université Harvard en géologie et géophysique et obtient un Master of Arts en 1956. Toujours à Harvard, il s’oriente alors vers l'histoire des sciences et les sciences de l'éducation en vue d'un doctorat, qu'il obtient à l'âge de 25 ans,. Sa thèse, dirigée par I. Bernard Cohen, Hamilton Gibb et Harry Wolfson (en), s'intitule Conceptions of Nature in Islamic Thought (« Conceptions de la nature dans la pensée islamique ») ; elle sera publiée en 1964 sous le titre An Introduction to Islamic Cosmological Doctrines. Ses années universitaires lui permettent également d’apprendre l’allemand et d’acquérir de bonnes bases de grec, de latin, d’italien et d’espagnol.
Encore étudiant, il rend visite à Schuon et à Burckhardt en Suisse et adhère à l’ordre soufi alawi, une branche de la Chadhiliyya. Il considère que l’œuvre de Schuon, par l’importance centrale accordée à la pratique spirituelle parallèlement à la connaissance doctrinale, a forgé de façon déterminante sa vie intellectuelle et spirituelle.

### Carrière
En 1958, l’année de son doctorat, le Massachusetts Institute of Technology lui offre un poste de professeur adjoint et Harvard lui propose une bourse pour trois années de recherche suivies d'un engagement ferme, mais Nasr décide de rentrer en Iran. La même année, l’université de Téhéran l’engage comme professeur agrégé de philosophie et d’histoire des sciences. Parallèlement, comme le relève l'historien du monde musulman Daoud Riffi, il complète ses connaissances « en sciences islamiques auprès de maîtres iraniens traditionnels, bouclant ainsi son double cursus, académique et traditionnel, ce qui donnera à ses écrits toute leur maîtrise et leur profondeur ».
Il se marie et fonde une famille. Son fils Vali Nasr deviendra conseiller auprès du gouvernement américain en tant qu'expert du monde islamique.
A 30 ans, Seyyed Hossein Nasr est nommé professeur titulaire, le plus jeune de l’histoire de l’université de Téhéran,. Il est rapidement reconnu comme une autorité en philosophie islamique, en science islamique et en soufisme. Pendant une quinzaine d'années, il dirige avec Henry Corbin — alors directeur de l'Institut français d'iranologie de Téhéran — un séminaire doctoral en philosophie comparée et en philosophie islamique. Il écrit abondamment en persan et en anglais, occasionnellement en arabe et en français, sur l'islam, sa science et sa civilisation, le soufisme, la philosophie moderne confrontée à la sagesse pérenne, la crise environnementale, Mullâ Sadrâ, Avicenne, Suhrawardî, Ibn Arabî, Al-Bîrûnî, etc.. Cinq ans plus tard il est nommé doyen de la Faculté des Lettres, puis vice-président de l’université.
En 1972, le shah le choisit comme président de l'Aryamehr University (aujourd'hui Université de technologie de Sharif), la réponse iranienne au MIT américain,. Nasr y crée une faculté des Sciences humaines afin d’inciter les étudiants à ne pas se focaliser exclusivement sur des thèmes scientifiques ; il programme également des cours qui portent sur le sens de la technologie moderne et son impact sur la société et l’environnement. En parallèle, il gère la création des départements d’études islamiques et iraniennes des universités Harvard, Princeton, Utah et Southern California.
« J'appartenais à une nouvelle génération et j'ai pu exercer une grande influence non seulement à l'université de Téhéran, mais aussi dans la vie culturelle et éducative de l'ensemble du pays, [...] j'étais membre de tous les conseils nationaux importants dans ces domaines. [...] Je voulais rendre la société iranienne plus consciente de son propre héritage. J'ai essayé de créer un pont entre les éléments traditionnels et modernes de notre société. (interview) »
Nasr refuse de s’engager dans la politique du pays malgré plusieurs propositions pour des fonctions ministérielles et des postes d’ambassadeur. En 1974, à la demande de l’impératrice Farah Pahlavi, il fonde l'Académie Impériale Iranienne de Philosophie (en), qui devient rapidement un des plus importants foyers intellectuels du monde musulman. Il y enseigne aux côtés d’Henry Corbin, de Toshihiko Izutsu et de plusieurs autres philosophes, et crée la revue traditionaliste Sophia Perennis. Professeur de philosophie à l’université de Téhéran, recteur de la Sharif University et président de l’Académie de Philosophie : à ces fonctions s’ajoute, dès 1978, celle de directeur du cabinet de l’impératrice.
En janvier 1979, la révolution met fin à la dynastie Pahlavi et Nasr, qui est en voyage à Londres avec sa famille, ne peut rentrer au pays. Il perd tout, y compris ses manuscrits et sa bibliothèque. La famille s’installe à Boston. Après quelques mois d'enseignement à l’université d’Utah, Nasr devient professeur des Études islamiques à l’université Temple de Philadelphie, qui propose alors le plus vaste programme doctoral d’études religieuses d’Amérique.
Durant l’année académique 1980-1981, Nasr donne une série de conférences dans le cadre des Gifford Lectures à l'université d'Édimbourg, qu’il publie sous le titre de Knowledge and the Sacred (« La connaissance et le sacré »),. Selon le professeur William Chittick, trois des tout premiers livres anglais de Nasr, publiés par Harvard University Press (An Introduction to Islamic Cosmological Doctrines, Three Muslim Sages et Science and Civilization in Islam), l'ont de suite établi comme une des voix majeures et originales des Études islamiques aux États-Unis et son adhésion, dans ces ouvrages, à la pensée de Schuon et de Burckhardt a, à son tour, fortement contribué à faire connaître l'École traditionaliste dans le monde universitaire américain.
En 1984, Nasr quitte l'université Temple et intègre l’université George-Washington à Washington D.C. comme professeur des Études islamiques, poste qu’il occupe encore à ce jour. La même année, il crée la Foundation for Traditional Studies, qui publie la revue Sophia et des ouvrages sur la pensée traditionnelle. Auteur d’une cinquantaine de livres et de plus de cinq-cents articles étayés par les principes de la philosophia perennis, Seyyed Hossein Nasr est régulièrement invité à donner des cours et des conférences dans des institutions et des universités des cinq continents sur les grands thèmes qui ont fait sa renommée : islam, philosophie, métaphysique, cosmologie, anthropologie, spiritualité, religions, science, écologie, littérature, art, etc.,. Son œuvre a été traduite en 28 langues.

## Quelques aspects représentatifs de son œuvre
Rares sont les auteurs dont le champ de compétences englobe à la fois une culture traditionnelle (sagesse, religion, philosophie, science, art), la pensée occidentale depuis l’Antiquité jusqu'à nos jours, ainsi qu'un savoir scientifique de niveau universitaire. Cette polyvalence permet à Nasr non seulement de justifier avec détermination ses convictions sur des sujets rattachés à la sagesse traditionnelle, mais aussi de présenter des arguments très étayés à l’encontre de ce qu’il perçoit comme un égarement ou une erreur. Il épouse le parti de la révélation, de la tradition, du sacré, de la sagesse éternelle, à l’encontre du rationalisme, du relativisme et du matérialisme occidental moderne.
A l’inverse des penseurs contemporains, Nasr n’avance aucune idée personnelle, il se contente de rappeler ce qui, selon lui, correspond à autant de manifestations, aujourd’hui quasiment oubliées, d’une sagesse intemporelle, miroir de la Vérité. Bien que l'islam et le soufisme soient omniprésents dans ses écrits, sa perspective « pérennialiste » ou universaliste rend compte de l’homologie essentielle de toutes les religions, au delà de leurs particularités formelles et de leurs états actuels. « Mon univers philosophique est une sorte de synthèse entre la philosophie pérenne, que j'épouse et représente, et la tradition philosophique islamique, que j'ai essayé de faire revivre et à laquelle j'appartiens également. La première catégorie comprend Guénon, Schuon et aussi Coomaraswamy, et la seconde, Ibn Sînâ (Avicenne), Suhrawardî, Ibn Arabî et Mullâ Sadrâ. »
Le professeur Harry Oldmeadow considère Nasr comme « un des traditionalistes vivants les plus connus dans les cercles académiques ». Pour lui, l’œuvre de Nasr se caractérise par une « méthodologie rigoureuse, une érudition encyclopédique sur toutes les questions relatives à l’islam, une pensée critique solide et une vraie clarté d’expression ». Il est, en outre, « le plus important penseur traditionaliste » à se fonder sur « la sagesse éternelle » (sophia perennis) en vue d'apporter une solution à « la crise environnementale actuelle ».

### L’École pérennialiste ou traditionaliste
Lorsqu’il découvre les écrits des membres les plus influents de ce qui deviendra l’École traditionaliste ou pérennialiste (René Guénon, Ananda Coomaraswamy, Frithjof Schuon, Titus Burckhardt, Martin Lings), l’étudiant Seyyed Hossein Nasr se rallie pleinement à leur perspective universaliste fondée sur la philosophia perennis,.
« J'avais la certitude que cette vision du monde était juste. Je sentais que c'était la vérité, qu’elle me rassasiait intellectuellement et existentiellement. Elle était en harmonie avec ma foi. Elle était à la fois universaliste dans sa perspective métaphysique et critique à l'égard de la philosophie et de la science occidentales d'une manière qui correspondait directement à mes préoccupations. (interview) »
Ainsi, « en plein siècle matérialiste, cette École offre à Nasr les clefs » pour sa quête spirituelle : un ésotérisme doctrinal et méthodique dans le cadre d’une voie soufie.
Pour le professeur Patrick Laude : 
« ... le parcours de Seyyed Hossein Nasr est remarquable à trois égards au moins : premièrement, c'est une personnalité publique qui a été largement reconnue dans les médias - tant aux États-Unis qu'en Europe - comme porte-parole des idées pérennialistes. [...] Deuxièmement, il est le seul écrivain pérennialiste qui s'identifie étroitement à une tradition religieuse donnée, à la fois parce qu'il y est né et parce qu'il connaît en profondeur toutes ses dimensions. [...] Troisièmement, Nasr est le seul écrivain pérennialiste de premier plan à avoir reçu une formation universitaire approfondie en sciences modernes. [...] Sa familiarité et son identification avec l'Islam, sa reconnaissance comme érudit et membre respecté de la communauté savante, et sa maîtrise conceptuelle des langages scientifiques modernes ont tous contribué à faire de lui un interprète particulièrement autorisé des idées pérennialistes sur la scène publique contemporaine. »
Pour Nasr, l’expression « philosophia perennis » telle que la conçoit l’École pérennialiste se réfère tant à la vérité métaphysique universelle qu’à sa réalisation spirituelle. Cette dernière ne peut s'envisager, selon Nasr, que dans le cadre d’une tradition, donc à l’aide d’une méthode, de rites, de symboles et autres moyens sanctifiés par la révélation. La vérité, bien que voilée, est innée à l’esprit humain et sa réalisation entraîne ce qu'il nomme « la connaissance », c'est-à-dire la gnose ou la sagesse (sophia), d’où l’expression « sophia perennis », fond commun au cœur de toutes les religions,. Nasr précise que la notion de philosophia perennis ne découle pas d’une compilation « des écrits de sagesse de diverses traditions historiques » qui aurait abouti à la conviction de l’existence de vérités communes, mais que ce sont ces vérités mêmes qui, par « la pratique de l'intellection, l'utilisation de l'intellect » entendu spirituellement, se révèlent à l'esprit humain, qui constate alors leur « présence à d'autres époques et sous d'autres climats, et en fait dans toutes les traditions sacrées du monde ». Le langage de la philosophie pérenne est le symbolisme.

### Dieu et le monde
Selon Seyyed Hossein Nasr, la « Réalité divine » comporte, métaphysiquement parlant, une « Essence impersonnelle » et un aspect personnel que le croyant « identifie habituellement à Dieu », conformément à la perspective de « la plupart des religions ». Seule la « dimension ésotérique » des religions prend en compte l’« Essence impersonnelle », comme on le constate notamment dans « la kabbale, le soufisme et chez de nombreux mystiques chrétiens tels que Maître Eckhart et Angelus Silesius ». « Dieu en tant que Réalité ultime » est donc à la fois « Essence » et « Personne » ou « Sur-Être et Être ». Entendu ainsi, Dieu, ou le Principe, 
« est la Réalité par opposition à tout ce qui apparaît comme réel mais qui n'est pas la réalité au sens ultime du terme ; il est l'Absolu par rapport auquel tout est relatif ; l’infini alors que tout le reste est fini ; l’Un ou l’Unique par rapport à la manifestation qui est multiplicité ; la Substance suprême par rapport à laquelle tout le reste est accident ; l'Essence [...] par rapport aux formes ; [...] l’Éternel alors que tout ce qui est manifesté participe au changement ; l’Origine et la Fin, l’alpha et l’oméga ; le Vide si le monde est envisagé en tant que plénitude et la Plénitude si le relatif est perçu à la lumière de sa pauvreté ontologique et de son néant essentiel. Ce sont autant de manières de parler de la Réalité ultime, qui peut être connue, non par l'homme en tant que tel, mais par le Soi divin qui siège au cœur de l'âme humaine. »
Dieu n’est pas seulement « Absolu et Infini », il est également « le Bien suprême ou la Perfection ». Or la spécificité de l’infinitude et du bien in divinis requiert qu’ils s’extériorisent, c’est-à-dire qu’ils se manifestent dans la multiplicité, d’où le monde,. Un monde qui est imparfait malgré la perfection de sa source car, comme l’explique Nasr, cette extériorisation implique un éloignement par rapport au « Bien », d'où la présence du mal ; celui-ci, contrairement au bien, n’a donc pas sa racine en Dieu,. Ce « monde imparfait » — le monde visible et tangible de l’homme — ne constitue que la périphérie d’une hiérarchie de « mondes » de plus en plus subtils en fonction de leur degré de proximité avec l’Être.
Dieu est la seule réalité, et le monde, qui participe de sa réalité, est donc « irréel », non pas « en tant que néant pur et simple » mais en tant que « réalité relative » ; c’est une « illusion » de considérer le monde comme « réalité » au même titre que le Principe. Pour la « sagesse traditionnelle ou la sophia perennis », le monde est « un rêve dont le sage s'éveille par la réalisation » spirituelle « et l'homme ordinaire par la mort ». Considérer le monde comme « la réalité », comme « le font la plupart des philosophies modernes [...] conduit nécessairement au nihilisme et au scepticisme en réduisant Dieu à une abstraction, à l'« irréel », et la philosophie elle-même à discuter de questions plus ou moins secondaires ou à fournir des réponses intelligentes à des problèmes mal posés ».
Ainsi, la « réalité ultime » est à la fois « au-delà de tout » et « omniprésente» dans l’univers, « transcendante et immanente », ce qu’énonce notamment le Coran en disant que Dieu, non seulement est « le premier (al-awwal) et le dernier (al-âkhir) mais également l'intérieur (al-bâtin) et l'extérieur (al-zâhir) »,. Sur le plan humain, toujours selon Nasr, « la Réalité » — ou « la Vérité » —, siège dans le cœur de l’homme « créé à l’image de Dieu », d’où la possibilité d’une « connaissance unitive qui voit le monde non pas comme une création séparée mais comme une manifestation unie à sa Source par des symboles et par le rayon même de l'existence ».

### L'être humain
« La clef de la compréhension de l’anthrôpos », selon Nasr, se situe dans « les doctrines traditionnelles [...] sapientielles » ou ésotériques ; elle ne se situe ni « dans les formulations religieuses exotériques », qui se rapportent essentiellement au « salut », ni dans la science profane, généralement évolutionniste. Au delà du « créationnisme ex nihilo » auquel se conforment les exotérismes des trois religions abrahamiques, les doctrines sapientielles « de toutes les traditions » attestent que « la genèse de l'homme s'est déroulée en plusieurs étapes : d'abord dans la Divinité elle-même, de sorte qu'il existe un « aspect » incréé en l'homme », d’où la possibilité de « l’union suprême » ; ensuite « dans le Logos, qui est le prototype de l'homme et une autre face de cette même réalité que l'islam désigne par l'Homme Universel et que chaque tradition identifie à son fondateur » ; après cela, « l'homme est créé au niveau cosmique, ce que la Bible appelle le paradis céleste, où il est revêtu d'un corps lumineux » ; « il descend ensuite au niveau du paradis terrestre, où il acquiert un corps de nature éthérée et incorruptible » ; enfin, il apparaît « dans le monde physique avec un corps périssable » mais, par sa nature théomorphe, il reste principiellement « un reflet de l’Absolu, non seulement par ses facultés spirituelles et mentales mais également par son corps ».
Ainsi, Nasr s'oppose à la théorie darwinienne de l’évolution des espèces, qui n’est qu’une « tentative désespérée de vouloir expliquer par des causes horizontales et matérielles, dans un monde unidimensionnel, des effets dont les causes relèvent d'autres niveaux de réalité ». Pour Nasr, conformément à la « vision traditionnelle de l’anthrôpos », l’être humain est un « pont entre le Ciel et la terre (pontifex) ». Responsable devant Dieu de ses actes, il est le gardien et le protecteur de la terre « à condition de demeurer fidèle à son état central d’être créé « à l’image de Dieu », [...] vivant dans ce monde mais conçu pour l'éternité ». Sa nature pontificale « se reflète dans son être entier et dans ses facultés ».
Au nombre de ces facultés, Nasr relève la primauté du ternaire intelligence-sentiment-volonté : « en tant qu’être théomorphe », son intelligence « est capable de connaître la vérité comme telle », ses sentiments « peuvent tendre vers la Réalité ultime par l’amour, la souffrance, le sacrifice, la crainte  », et sa volonté « possède la liberté de choix, [...] elle est un reflet de la Liberté divine ». Mais « en raison de l’éloignement de l'homme de sa perfection originelle », conséquence « de ce que le christianisme identifie à la chute », elle-même suivie d'autres déclins, ces facultés n’opèrent plus invariablement selon leur « nature théomorphe »,. Ainsi, « l'intelligence peut se réduire à un jeu mental », « les sentiments peuvent se contenter de graviter autour de cette coagulation illusoire » qu’est « l’ego », et « la volonté peut être amenée à n'accomplir que ce qui éloigne l'homme de sa source véritable ».
« Toutes les sciences cosmologiques traditionnelles [...] sont aussi des sciences de l’homme » en vertu de la « parfaite correspondance entre le microcosme et le macrocosme », donc en vertu du « lien intime qui relie l’homme [...] au cosmos ». Cet homme idéal, souligne Nasr, est « l’homme primordial, [...] parfait, [...] reflet intégral des Qualités divines », qui connaissait tout « en Dieu et par Dieu ».

#### L'intellect et la connaissance
Selon Seyyed Hossein Nasr, « l’être humain est constitué d’une pluralité de niveaux d’existence », que « la tradition occidentale » synthétise dans le ternaire « esprit, âme et corps (pneuma, psyché et hylé ou spiritus, anima et corpus) »,. « L’esprit humain est une extension et un reflet de l’Esprit divin », il coïncide avec « l’intellect » et « siège au centre du cœur » spirituel de l’être humain. Nasr utilise toujours le mot « intellect » dans « son sens originel d’intellectus (nous) » et non « de raison (ratio) », qui n’en est que « le reflet » et qui « s'identifie à la fonction analytique du mental » ; « l'intellect est la lumière du sacré qui illumine le mental ».
L’intellect, qui « est la racine et le centre de la conscience » est aussi la « source de l’illumination intérieure et de l’intellection », que Nasr, à la suite de Guénon, appelle aussi « intuition intellectuelle », et qui implique une « illumination du coeur ou de l'esprit de l'homme » rendant possible « une connaissance de nature immédiate et directe, [...] goûtée et expérimentée », qui s'étend de « certains aspects de la réalité » jusqu'à « la Réalité absolue ». L'intellect humain est « le pôle subjectif du Verbe ou du Logos – l'Intellect universel – par lequel toutes choses furent faites et qui constitue la source de la révélation objective, c'est-à-dire la religion formelle et établie ». Pour Nasr, dans l’immense majorité des cas, cette « révélation intérieure » que constitue l’intellection « ne peut devenir opérationnelle qu'en vertu d’une révélation extérieure qui lui fournit un cadre objectif et lui permet d'être spirituellement efficace », d’où la nécessité de la foi et de la pratique spirituelle associée à la réalisation des vertus, et le soutien de la grâce que toute révélation véhicule.
Mais en réalité, comme le résume Huston Smith dans une analyse de l’œuvre de Nasr, c’est « Dieu qui se connaît lui-même » à travers l’homme. Pour Nasr, en effet, « le discernement entre le Réel et l'irréel aboutit à la prise de conscience de la nature non-duelle du Réel, conscience qui est le coeur même de la gnose et qui représente non pas une connaissance purement humaine mais la connaissance que Dieu a de Lui-même », conscience qui est à la fois « le but de la voie de la connaissance et l'essence même de la scientia sacra ». Cette sagesse, qui correspond — au delà du salut — à la délivrance pour l'être qui l'a réalisée, « est présente dans le cœur de toutes les traditions », que ce soit le védanta hindou, le bouddhisme, la kabbale juive, la métaphysique chrétienne d’un Eckhart ou d’un Erigène, ou le soufisme. Elle seule « permet de résoudre certaines contradictions et énigmes apparentes des textes sacrés ».
«  Par cette connaissance sacrée, l'être humain cesse d'être ce qu'il semble être pour devenir ce qu'il est réellement dans l'éternel présent et qu'il n'a jamais cessé d'être. »

### Le sacré
Terry Moore, dans son introduction à une longue entrevue que Seyyed Hossein Nasr a accordée au philosophe iranien Ramin Jahanbegloo, rappelle que pour Nasr, 
« le Sacré est la Vérité absolue et éternelle telle qu'elle se manifeste dans notre monde. C'est l'apparition de l'Éternel dans le temps, du Centre dans la périphérie, du Divin dans le monde de l'espace et du temps. Le Sacré est présent en soi, ainsi que dans ses manifestations. »
Toujours selon Moore, c’est ce rapport avec le sacré, par le canal de la « Tradition », qui soutient la vision du monde de Seyyed Hossein Nasr. Nasr considère le sens du sacré comme inséparable de toute quête spirituelle. Ce sens émane de la conscience de la réalité éternelle et immuable du Divin, qui est à la fois transcendant et immanent à toute la manifestation universelle, donc aussi à l’être humain. Le sacré se manifeste dans « les révélations, les rituels religieux, les pratiques spirituelles et initiatiques, l’art sacré, la nature vierge », en fait tout ce qui transmet « la présence du Divin ».
« On pourrait dire que l'aspiration première de mes écrits est un appel à la redécouverte du caractère sacré à la fois de la connaissance et du monde. »

### La métaphysique
Pour Nasr, la métaphysique véritable – la scientia sacra –, qui est le fondement intellectuel de l’École traditionaliste, « est la science du Réel ; de l'origine et de la fin de toute chose ; de l'Absolu et du relatif » et, corollairement, des degrés de l’existence. Elle est donc :
« la connaissance grâce à laquelle l'homme est capable de distinguer le réel de l'illusoire et de connaître les choses dans leur essence ou telles qu'elles sont, ce qui signifie en fin de compte les connaître in divinis. La connaissance du Principe qui est à la fois la Réalité absolue et infinie est le cœur de la métaphysique, tandis que la distinction entre les niveaux d'existence universelle et cosmique, incluant à la fois le macrocosme et le microcosme, sont comme ses membres. [...] Cette science ou cette sagesse première et fondamentale précède et contient les principes de toutes les autres sciences. »
La véritable métaphysique, souligne Nasr, ne peut être assimilée que par l'intuition intellectuelle,, c’est-à-dire qu’elle est nécessairement associée à une voie de réalisation spirituelle, démarche étrangère à la philosophie moderne, qui aborde ce qu’elle désigne par métaphysique de la même façon qu'elle aborde n'importe quelle autre activité mentale. La connaissance métaphysique relève du symbolisme.

### La religion et la spiritualité
Selon Seyyed Hossein Nasr, l’homme est « un être théomorphe vivant dans le monde mais créé pour l'éternité » car son « âme est immortelle ». Le salut de l’âme post mortem, rappelle Nasr, constitue la première raison d’être des religions,– une âme entachée, ici-bas, par ses « tendances centrifuges », ses « passions ».
Les religions ont toutes la même origine : Dieu. Elles révèlent les chemins qui « mènent à la félicité dans l'au-delà ou à la damnation, aux états paradisiaques ou infernaux ». Elles exigent « la foi ».
Chaque nouvelle « descente » d’une révélation apporte « son génie spirituel » particulier, « sa vitalité nouvelle, son unicité et la grâce qui rend ses rites et pratiques opérants, sans parler de la vision paradisiaque qui constitue l'origine de son art sacré, ou de la sagesse qui réside au cœur de son message ». Cette sagesse, poursuit Nasr, rend compte de la « Réalité ultime », qui est à la fois « au-delà de tout et au cœur même de l’âme humaine », c'est-à-dire en son « esprit » . La quête de la sagesse ou de la « connaissance », moyennant une « pratique spirituelle » et la « culture des vertus », peut mener au « salut » entendu « dans son acception la plus élevée », c'est-à-dire « la délivrance de toutes les limitations ».
Nasr rappelle que la spiritualité exige une pratique constante et une discipline rigoureuse dans le cadre d’une religion, contrairement à tant d’exemples de personnes qui, influencées par l'actuelle commercialisation du pseudo-spirituel, veulent le résultat sans l’effort.
L'historien Daoud Riffi souligne que le soufisme — cœur de l’islam — est la voie spirituelle suivie par Seyyed Hossein Nasr, dans une conscience universaliste qui atteste l'unité principielle de toutes les grandes religions. Ce chemin de la connaissance intérieure relève de l’intellect dans son sens médiéval, donc du cœur spirituel. « Le savoir véritable est donc affaire de cœur, non de mental, et fruit d’une ascèse intérieure. »

#### L'exotérisme et l'ésotérisme
Nasr rappelle que toute religion intégrale « possède à la fois une dimension extérieure ou exotérique » et « une dimension intérieure ou ésotérique ». La première embrasse « l'aspect externe et formel de la vie humaine » en vue du salut posthume de ceux « qui suivent les préceptes » de leur religion et qui « ont foi en ses vérités ». La seconde relève de « l'informel et de l'essentiel » en vue de la réalisation de « l'Essence suprême, ici et maintenant ».
Ces deux dimensions se déploient en « une hiérarchie de niveaux allant du plus extérieur au plus intérieur ». On peut ainsi distinguer trois modes « d’approche de la Réalité ultime » : « la voie des œuvres, la voie de l’amour et la voie de la connaissance », qui correspondent à autant de prédispositions de la nature humaine. Les voies les plus intériorisantes intègrent celles qui le sont moins, mais ces dernières, ne possédant forcément pas la capacité « de comprendre ce qui les dépasse », deviennent parfois les causes de « tensions » au sein d’une même religion. Nasr ajoute que « tous les êtres humains peuvent être sauvés s’ils suivent la religion selon leur propre nature et leur vocation ». Et il prévient « qu'au niveau social, au niveau de l'action humaine, les barrières et les conditions établies par la dimension exotérique de la religion ne doivent pas être transgressées », y compris par ceux qui « suivent la voie de l'ésotérisme, la voie intérieure ou mystique »,.
Etant donné qu’il y a « des questions auxquelles l'exotérisme ne peut répondre », il est important « que la religion maintienne vivante la réalité et la signification de l'ésotérisme pour ceux qui ont la capacité et le besoin de saisir la dimension intérieure ou ésotérique de la tradition ». C'est ce que fait, encore aujourd'hui, par exemple l'islam, dont la dimension intérieure – le soufisme – demeure « une tradition bien vivante ». Par contre,
« ce qui s'est passé dans le christianisme, et qui est une grande tragédie tant pour le christianisme que pour la civilisation occidentale, et en fait pour le reste du monde, c'est qu'après la Renaissance, un mur s'est progressivement créé et la dimension intérieure du christianisme occidental est devenue plus ou moins inaccessible et a été largement éclipsée. Ce n'est pas un hasard si, au cours des deux ou trois derniers siècles, le christianisme n'a pas produit de personnages tels que Maître Eckhart, Tauler ou saint Bernard, et nous pourrions énumérer des centaines d’autres grands saints et mystiques. [...] aujourd'hui, bien des personnes d'origine chrétienne se tournent vers le bouddhisme, l'islam ou l'hindouisme pour trouver une dimension intérieure à la religion. (interview) »

#### L'unité essentielle des religions
Dans le commentaire d’un ouvrage de Nasr, le professeur Adnan Aslan rapporte que pour Nasr, les diverses religions sont « des formes de la vérité éternelle révélée par Dieu à l’humanité au moyen de différents intermédiaires ». C’est cette vérité commune qui constitue « l’unité transcendante des religions », dit-il, en se référant à l’expression proposée par Frithjof Schuon.
« L'unité ultime des religions ne peut être perçue qu’au niveau de l'Essence suprême, [...] donc au-delà de tous les degrés cosmiques qui vont de l'angélique au physique et qui constituent le « champ d’activité » de chaque religion particulière, [...] avec ses qualités et caractéristiques propres qui ne doivent être ni négligées ni minimisées. » Cette unité, pour Nasr, ne se situe donc pas « au niveau des formes extérieures ; [...] les religions ne se contentent pas de dire simplement la même chose », même si l’on observe une concordance « des principes et des doctrines et une profonde similitude des applications de ces principes ». Toute religion possède en son noyau « ce que Schuon appelle la religio perennis », c’est-à-dire « une doctrine relative à la nature du Réel et une méthode pour l’atteindre ». Doctrine et méthode « diffèrent d’une religion à l’autre » mais « leur essence et leur but sont universels ».
En conséquence, aucune religion n’est en soi « meilleure » qu'une autre, conclut Nasr, étant donné que « toutes les religions authentiques ont la même origine », mais sur le plan pratique il convient néanmoins « de distinguer les possibilités » demeurées valides dans l’état de « dégradation » actuel de chacune des religions. Pour Nasr, compte tenu de l’origine céleste de toutes les religions, il convient de respecter leurs « moindres particularités » et de les « traiter avec révérence, comme toute manifestation du sacré doit l'être ».

#### Le dialogue interreligieux
D’après le professeur Jane I. Smith, Seyyed Hossein Nasr est « l'un des partenaires les plus visibles » du dialogue islamo-chrétien grâce à « sa formation en théologie et en philosophie chrétiennes, combinée à sa remarquable connaissance de l'ensemble des sciences islamiques ».
Pour le commun des croyants, rappelle Nasr, sa religion est la religion. Des injonctions comme : « Je suis la voie, la vérité, la vie » (Jésus) ou « Nul ne rencontrera Dieu qui n'aura pas rencontré préalablement le Prophète » (Mohammed), débouchent nécessairement, pour ces mêmes croyants, sur la certitude de la prééminence de leur propre religion, conviction pouvant entraîner le refus de considérer les autres religions comme valides. Cette attitude, pour Nasr, peut être considérée comme légitime puisqu’elle découle de la révélation, donc de Dieu ; Dieu veut « sauver les âmes », il ne demande pas au croyant de s’occuper de « religion comparée » ni d’accepter la validité des autres révélations. Dans un monde traditionnel, un tel exclusivisme ne présentait aucune entrave, mais dans le monde actuel, le brassage des populations appelle de nombreux croyants à s’interroger sur la valeur des religions qu’ils côtoient quotidiennement.
La religion telle qu’elle est perçue dans le monde, précise Nasr, « provient du mariage entre une norme divine et une collectivité humaine destinée providentiellement à recevoir l'empreinte de cette norme ». Ainsi, les « différences raciales, ethniques et culturelles » constituent « l'une des causes de la multiplicité » des religions, « mais la religion en tant que telle ne doit pas être réduite à son incarnation terrestre ». Pour Nasr, il n’y a qu’une seule vérité et celle-ci se manifeste nécessairement dans « toutes les religions authentiques, sans quoi Dieu ne serait ni miséricordieux, ni juste ». Mais ce n'est pas, selon Nasr, le plan exotérique, celui des divergences, qui permet d'accéder à une véritable compréhension et acceptation des autres religions, ; seul l’ésotérisme, qui transcende les dimensions formelles des religions, permet, selon lui, une adhésion sans compromis à l’authenticité de toutes les révélations, en leur reconnaissant une unité supra-formelle qui résorbe ces divergences mêmes.
Nasr participe activement au dialogue entre chrétiens et musulmans. En 2008, il fut le porte-parole de l’islam, face à Benoît XVI, lors du premier Forum catholiques-musulmans organisé par le Vatican. Pour Nasr, « l'une des raisons pour lesquelles il est si difficile d'avoir un dialogue religieux approfondi aujourd'hui » avec les chrétiens, est dû — outre leur conviction « qu’il n’y a point de salut hors de l’Église », — à l’absence d’une « dimension ésotérique, intérieure [...], mystique », que des siècles de sécularisme ont étouffés. Pour l’islam, qui n'est d’ailleurs pas « menacé théologiquement par la présence d'autres religions comme l’est le christianisme », l’influence de la laïcité s'est produite bien plus tard qu’en Occident, et le soufisme, qui en est la dimension intérieure, continue à inspirer les positions « les plus profondes qui ont été formulées concernant la pluralité des religions et les relations entre elles ».
Pour Nasr, comme le souligne Jahanbegloo, le dialogue est « non seulement une quête de vérité mais aussi un défi à la responsabilité » de chaque religion pour tenter de « soigner ensemble les blessures du monde sécularisé » dans lequel nous vivons.

### La tradition
Dans La connaissance et le sacré, Nasr définit ainsi la tradition :
« La tradition telle que nous l’entendons techniquement [...], signifie les vérités ou principes d'origine divine révélés ou dévoilés à l'humanité et, en fait, à tout un secteur cosmique, par l’intermédiaire de divers messagers, prophètes, avataras, Logos ou autres médiations, de même que tous les prolongements et les applications de ces principes dans divers domaines : la loi et la structure sociale, l'art, le symbolisme, les sciences, y compris de toute évidence la Connaissance suprême et l’ensemble des moyens y conduisant. »
Pour Nasr, la tradition présente donc deux aspects : d’une part « les vérités d’origine transcendante ou divine » révélées lors de la naissance de chacune des grandes religions et, d’autre part, la transmission de ces vérités par ces mêmes religions et par les civilisations qu’elles ont engendré ; la tradition ne se limite donc pas à la religion — celle-ci en est le coeur — mais elle se déploie dans tous les domaines d'une culture, d’où les appellations « d’art traditionnel, de sciences traditionnelles, d’architecture traditionnelle, de musique traditionnelle, d’habillement traditionnel, etc. ».
À la suite de René Guénon — « à qui nous sommes tous redevables pour ses clarifications concernant la tradition » —, Nasr fait référence à une « Tradition primordiale », qu'il définit comme étant l’unique vérité d’où émanent toutes les vérités, l'archétype immuable et intemporel dont procèdent toutes les traditions. Selon Nasr, à une époque où Ciel et Terre étaient encore « unis », l'homme originel ou archétypal était directement éclairé, spirituellement et intellectuellement, par la Tradition primordiale.
La valeur de la tradition, pour Nasr, ne se manifeste pas par une simple nostalgie du passé, elle relève de la sagesse que cette tradition véhicule, instruisant l’être humain sur sa propre nature et sur celle du monde, et l’appelant à réaliser sa perfection originelle,. Seules les vérités véhiculées par la tradition, poursuit Nasr, permettent de saisir toute la portée des errements de la pensée moderne et ses méfaits sur l’homme et la nature.

### L’écologie
« Que l'harmonie entre l'homme et la nature ait été détruite, c'est un fait que la plupart des gens admettent. Mais tous ne se rendent pas compte que ce déséquilibre est dû à la destruction de l'harmonie entre l'homme et Dieu. »
C’est en 1966, lors des Rockefeller Foundation Lectures à l’université de Chicago, que Seyyed Hossein Nasr a, pour la première fois, rendu public l’importance qu’il voue à la nature et sa préoccupation pour son état de dégradation. Il était un des premiers philosophes à se pencher sur la question et il est considéré comme le fondateur de l’écologie en terre musulmane. Dans plusieurs ouvrages il aborde les causes de la mutilation de la planète et les remèdes réparateurs.
- Les causes
Comme le relève Tarik M. Quadir dans un essai autour du discours écologique de Seyyed Hossein Nasr, « la crise écologique, pour Nasr, n'est qu'une externalisation d'un désarroi intérieur [...] dû en grande partie aux diverses applications de la science moderne [occidentale]. [...] À la suite de la perte de la vision de l’univers propre à la Chrétienté médiévale, [...] cette science ignore ou nie l’existence d’une réalité qui transcende l’aspect matériel de la nature ». En effet, comme l'explique Nasr, « la Renaissance témoigne de l'émergence d'un humanisme laïque et de l'absolutisation de l'homme terrestre. Les conséquences sont incalculables pour le monde de la nature et pour les civilisations traditionnelles conquises par ce nouveau type d'homme, qui laisse libre cours à son ambition prométhéenne de domination des forces naturelles en vue d'amasser des richesses, de conquérir d'autres civilisations, voire les deux. [...] La nature, plus qu'une masse sans vie, est ainsi devenue une machine qui doit être dominée et manipulée par un homme purement terrestre ». Ainsi, c’est « au modernisme », avec « ses fausses présomptions sur la nature de l'homme et du monde », que Nasr impute « la destruction de l'environnement naturel », outre « la désintégration du tissu social », et il déplore que tous les États, « des monarchies jusqu’aux gouvernements communistes en passant par les régimes révolutionnaires, veulent copier avidement la science et la technologie occidentales, sans en mesurer les conséquences culturelles, sociales et environnementales ».
Une autre cause des problèmes écologiques se trouve dans le scientisme, c’est-à-dire la conviction que « la science moderne est la source de connaissance la plus fiable — quand elle n'est pas la seule — » et qu’elle conduit par là même « au progrès de l’humanité », comme l'imaginent ceux qui n'évaluent une société humaine qu'en fonction de sa croissance économique. Nasr corrobore le constat que le développement du système économique actuel repose en grande partie sur les passions humaines, qu’il nourrit à son tour, engendrant ainsi une éclosion continuelle de nouveaux besoins qui, en réalité, ne sont que des envies. Finalement, « si l'homme moderne détruit la nature avec une telle impunité, c'est parce qu'il la considère comme une simple ressource économique ».
- Les remèdes
Résumant Nasr, Quadir relève que « ce n’est pas par la technologie que les problèmes environnementaux pourront être réglés sur le long terme, étant eux-mêmes la conséquence de cette technologie ». Selon Nasr, la critique de l'extraordinaire développement technologique est certes nécessaire, mais la véritable critique doit commencer par la racine du problème, c’est-à-dire par soi-même, car dans un Occident désacralisé, peu ont encore conscience de la raison d’être de la vie humaine et de la nature. Or cette conscience, pour Nasr, est présente dans la sagesse des différentes traditions religieuses, « ainsi que dans leurs cosmologies et leurs sciences ». Et elle seule permet de retrouver « le sens du sacré », notamment à l’égard de l'environnement, car dépourvu de ce sens, l’être humain demeure immergé dans l’éphémère, s’abandonnant à sa propre nature inférieure, avec un illusoire sentiment de liberté.
En conséquence de quoi, comme le souligne le philosophe Ramin Jahanbegloo, le but de Nasr « est de nier les prétentions totalitaires de la science moderne et de rouvrir la voie à la vision religieuse de l'ordre de la nature, telle qu’elle fut développée pendant des siècles par les cosmologies et les sciences sacrées des grandes traditions ». « Quand nous aurons pris conscience de ce qu'est réellement la nature, prévient Nasr, qu’elle n'est pas qu’un « ça », mais qu’elle est une réalité vivante et sacrée, qu'elle est intimement liée à notre propre être intérieur, [...] qu’en la détruisant, nous nous détruisons nous-mêmes [...], alors nous commencerons à la respecter [...] et, par voie de conséquence, la technologie dominante amorcera une reconversion. » Prenant alors conscience, par cette transformation intérieure, que le bonheur véritable n’est pas lié à la consommation, l’être humain reconnaîtra ses « besoins réels et non imaginaires », seule solution pour ralentir l'appétit incontrôlé qui entraîne le viol quotidien de la planète.

### La critique du modernisme
Nasr rappelle que c’est dans l’Europe de la Renaissance (XIVe – XVIe siècle) que s’ébauche la vision « moderniste » ou réductrice de la condition humaine et de l’univers, avant qu'elle n’affecte, quelques siècles plus tard, les autres continents. Cette idéologie se caractérise par « un refus d’une vision théocentrique de la réalité », d’où une absolutisation de l’humain au détriment du divin, mais d’un humain déniant sa « nature pontificale », donc réduit « à ses aspects rationnel et animal, [errant] dans un monde désacralisé, inconscient de son origine » et ne vivant plus qu’à la périphérie de son être et de l’univers.
Certes, la rupture entre la Renaissance et la chrétienté médiévale n’est pas absolue car la foi est encore bien présente à la Renaissance, mais elle n’a plus la cohésion monolithique propre au Moyen Âge. Le « nouvel homme » ne se définit plus par « son archétype céleste et sa perfection édénique », ni par sa vision « symbolique et contemplative » des choses, mais par son « individualité, sa raison, ses sens, sa corporalité [et son] subjectivisme ». La voie est ainsi tracée vers une sécularisation toujours croissante de l'homme et de la connaissance, qui, d'étape en étape, mène l'Occident au scepticisme, au relativisme, à l'individualisme, au matérialisme, au progressisme, à l'évolutionnisme, à l'historicisme, au scientisme, à l'agnosticisme, à l'athéisme et, en fin de compte, au chaos actuel.
Selon Seyyed Hossein Nasr, vu que la sagesse véhiculée par les différentes civilisations traditionnelles trouve son origine dans une révélation divine, ces civilisations ont toujours transmis une représentation juste de l’homme et de sa finalité. Ainsi, comme le relève le professeur Joseph E. B. Lumbard, pour Nasr, « seule la tradition peut fournir l'arme nécessaire pour mener à bien la bataille vitale pour la préservation des choses de l'esprit dans un monde qui dévorerait complètement l'homme en tant qu'être spirituel si elle le pouvait ». Selon Nasr :
« Défendre le point de vue traditionnel, ce n'est pas nier la réalité de toutes sortes de maux chez les peuples prémodernes, depuis les guerres jusqu'au scepticisme philosophique du déclin grec. La différence majeure est dans le fait que malgré les maux présents dans les civilisations traditionnelles, le sacré était omniprésent et les gens vivaient dans un monde de foi. Aujourd'hui, le mal s’étend de manière bien plus insidieuse, tandis que le sens même de la vie, qui est la quête et la découverte du sacré, s'est dissous. »

#### La théorie de l'évolution
Comme le rappelle Seyyed Hossein Nasr dans une entrevue accordée à Islam & Science, l’étude scientifique des origines de l’existence englobe d’une part l’origine de la vie en soi et, d’autre part, l’origine de l’être humain. Quant à la professeure Saltzman, elle rappelle dans un article dédié à Nasr, que la grande majorité des scientifiques post-darwiniens prétendent que la vie est apparue après la matière, alors que pour Nasr aucune matière inerte ne peut se transformer en matière vivante en l’absence d’une énergie vitale préexistante, tout comme il est impossible, conformément à la théorie mathématique de l’information, d’extraire plus d’informations d’un système que celles qu’il contient,. Pour Nasr :
« Métaphysiquement, la vie vient avant la matière, le monde subtil avant la vie, l'Esprit avant le monde subtil, et la Réalité ultime avant tout le reste [...]. L'intuition intellectuelle, qui permet à l'homme de connaître la scientia sacra, apporte cette certitude absolue de la primauté de la conscience sur la vie et la matière. »
L’opinion qui prévaut en Occident depuis deux siècles au regard de l’origine des espèces soutient que les premiers signes de vie se sont manifestés dans des cellules simples qui, d’évolution en évolution, se seraient complexifiées selon des processus dans lesquels seules les formes les plus aptes ont survécu, jusqu’à l’avènement de l’être humain actuel. Formé à Harvard en physique, biologie et paléontologie, Nasr rejette cette théorie pour les raisons scientifiques et logiques suivantes :
- l'apparition soudaine, constatée par les scientifiques, de nouvelles espèces au sein de différentes périodes géologiques et sur des zones très étendues, comme certains groupes de vertébrés non apparentés, ce qui contredit une évolution dans le sens d’une complexification progressive[173] ;
- l'absence quasi totale, dans les rapports stratigraphiques, des fossiles qui devraient exister en tant qu'intermédiaires entre les grands groupes[173] ;
- l'absence de trace de vie dans le pré-cambrien et son apparition soudaine dans les périodes géologiques suivantes[173] ;
- l’impossibilité de l’apparition de la vue chez un animal aveugle ou d’une paire d’ailes chez un insecte ou un poisson qui, en outre, devraient se mettre à voler[174] ;
- l’impossibilité, en partant d’une intelligence animale, de développer une capacité de raisonnement aussi sophistiquée que celle qui caractérise l’être humain[169], dont la conscience est capable de réfléchir sur elle-même, d'être consciente qu'elle est consciente[175] ;
- les variations qui sont présentées par les partisans de l'évolution comme des « bourgeons » d'une nouvelle espèce ne sont que des variantes dans le cadre d'une même espèce[176], chaque espèce possédant un potentiel de déploiement qui ne peut se manifester qu’à l’intérieur de l’espèce en question ; cette micro-évolution est la seule évolution possible[177] ;
- le témoignage de biologistes et de paléontologistes qui, tout en acceptant la théorie de l'évolution en l’absence d’une alternative scientifique plausible, sont conscients du caractère « surnaturel » de cette théorie[178],[179] ;
- enfin, l’impossibilité, sur le plan qualitatif, que le « moins » puisse engendrer le « plus »[180].

Comme le souligne la philosophe Marietta Stepaniants, pour Nasr, « l’absurdité de cette théorie » se révèle dans sa volonté de ne faire appel qu’à « des causes horizontales et matérielles dans un monde unidimensionnel, pour expliquer des effets dont les causes appartiennent à d'autres niveaux de réalité ». Nasr soutient que la biologie n'a apporté aucune preuve scientifique de cette théorie mais elle a par contre fourni de nombreux éléments qui la contredisent et qui ne peuvent être surmontés que par un acte de « foi ». Cette théorie, qui ressort davantage de la philosophie que de la science et qui est défendue avec tant de ferveur par ses adeptes, est la seule, constate Nasr, qui puisse être acceptée par la vision matérialiste et réductionniste actuellement dominante en Occident.
Pour Nasr, le monde scientifique moderne est incapable de concevoir que chaque espèce émane du « monde immuable des archétypes », — monde subtil au-delà du monde matériel —, en se « cristallisant » sur terre à « un moment particulier de l'histoire du cosmos matériel », conformément au vouloir divin. Ainsi, l’être humain, par exemple, est apparu sur terre en tant qu’être humain, comme le relèvent d'ailleurs les écritures sacrées.
Parallèlement à la révélation, l’intuition intellectuelle « fournit une connaissance de cette hiérarchie qui émane de la Source dans laquelle toutes les choses sont éternellement présentes et à laquelle toutes les choses retournent. Elle voit les existants en gradation et leur apparition sur le plan temporel comme des élaborations de possibilités appartenant à cette dimension verticale ou hiérarchique ». L’intellection, qui s'ouvre à la « vision métaphysique » de « la forme immuable ou de l’essence des choses », débouche également sur « la certitude absolue de la primauté de la conscience sur la vie et la matière ».
Pour Nasr, « peu de questions sont aujourd'hui aussi importantes à débattre et aussi insidieuses dans leurs implications que cette théorie de l'évolution » et son intrusion dans diverses philosophies et même dans la théologie, comme le montre l’exemple d’un Teilhard de Chardin au sein du catholicisme et, ailleurs, celui d’un Sri Aurobindo et des divers courants New Age. Cette théorie est « née dans l'atmosphère de la laïcité du XIXe siècle afin de compenser la perte de la vision de Dieu et de l'intuition de la présence des réalités archétypales dans le monde physique ».
« Elle a donc survécu jusqu'à ce jour non pas comme une théorie mais comme un dogme chez de nombreux scientifiques ainsi que chez des non-scientifiques dont la vision du monde s'effondrerait s'ils ne prenaient l'évolution pour ce qu'elle est, à savoir un schéma philosophique et rationaliste commode pour permettre à l'homme de créer l'illusion d'un univers purement fermé autour de lui. C'est aussi pourquoi les arguments logiques et scientifiques contre l'évolution ont souvent été traités par ses défenseurs non pas de manière rationnelle et scientifique, mais avec une violence et une passion qui révèlent le rôle pseudo-religieux que joue cette théorie chez ses exposants. »
Quoi qu’il en soit, pour Nasr, la science est tout aussi incapable de prouver qu'un processus évolutif ait abouti à une nouvelle espèce, que de prouver « l’inexistence d’une causation verticale » à l'apparition des espèces.

#### La philosophie
Commentant un article que le professeur Muhammad Suheyl Umar lui a dédié, Nasr parle ainsi de sa propre « position philosophique » : 
«  Je suis un adepte de cette philosophia perennis ou universalis, cette sophia éternelle, qui a toujours été et qui sera toujours, et pour laquelle il n'y a qu'une seule Réalité qui puisse dire "Je" [...] J'ai essayé de devenir transparent au regard du rayon de la Vérité qui jaillit chaque fois que se lève ou se déchire le voile qui la dissimule. Ce processus accompli, la compréhension, l'« observation » et l'explication de la façon dont cette lumière éclaire les problèmes de l'homme contemporain constituent pour moi la source de la créativité philosophique au sens le plus profond du terme. Autrement, la philosophie n’est plus qu’acrobatie mentale, et la raison, coupée à la fois de l'intellect et de la révélation, rien d'autre qu'un instrument infrahumain menant à la dispersion et en fin de compte à la dissolution. »
Pour Nasr, le véritable « amour de la sagesse » (philosophia) était partagé par toutes les civilisations jusqu’à l’émergence, en Occident, d’une pensée qui se dissocia de plus en plus de la dimension spirituelle à la suite de l’occultation du noyau sapientiel de la religion et du divorce de l’intelligence philosophique d’avec la foi. Hormis le cas de certains courants grecs comme la sophistique et le scepticisme, ainsi que l’épisode du nominalisme vers la fin du Moyen Âge, c’est véritablement à la Renaissance, poursuit Nasr, que s’amorça « la séparation de la philosophie et de la révélation », malgré le maintien dans certains milieux isolés d’une véritable spiritualité. Avec le développement de l’individualisme et l’apparition du rationalisme et du scepticisme, seules les facultés purement humaines — la raison et les sens — « déterminèrent la connaissance, même si la foi en Dieu persista encore dans une certaine mesure », mais celle-ci ne suffit pas à endiguer « la désacralisation progressive des connaissances qui caractérise l'histoire intellectuelle européenne à partir » de cette période et qui « conduira à la philosophie totalement profane d'aujourd'hui ». Toutefois, « la séparation du savoir et de l'être, qui est au cœur de la crise de l'homme moderne, ont épargné les traditions orientales, qui ne considèrent comme légitime qu’une connaissance capable de transformer l'être même du connaissant. »
Le professeur Adnan Aslan relève un passage de Nasr où celui-ci fait sien le commentaire de Platon dans le Phédon, qui assimile la philosophie à « l’apprentissage de la mort » ; cette mort, pour Nasr, correspond à l’extinction du « moi », étape nécessaire à la réalisation du « Soi » ou de la « Vérité ».
Plusieurs ouvrages de Nasr soutiennent des analyses critiques de ceux qu’il considère comme étant des moteurs de la déviation moderne : Descartes, Montaigne, Bacon, Voltaire, Hume, Rousseau, Kant, Comte, Darwin, Marx, Freud, Aurobindo, Theilhard de Chardin et d’autres. Par ailleurs, ses écrits citent abondamment ceux qui, pour lui, véhiculent une authentique sagesse : Pythagore, Socrate, Platon, Plotin, Augustin, Shankara, Érigène, Avicenne, al-Bîrûnî, Suhrawardî, Ibn Arabî, Rûmî, Thomas d’Aquin, Eckhart, Dante, Mullâ Sadrâ, Guénon, Coomaraswamy, Schuon, Burckhardt, Lings, etc.,,.

#### Le scientisme
Comme le souligne le professeur Joseph E. B. Lumbard, « en tant que scientifique de formation, titulaire d'une licence en mathématiques et en physique du Massachusetts Institute of Technology, d'une maîtrise en géologie et en géophysique de Harvard et d'un doctorat en histoire des sciences également de Harvard, Nasr est particulièrement qualifié pour évaluer la relation » entre tradition et science. Selon le professeur Patrick Laude, Nasr est même « le seul écrivain pérennialiste de premier plan à avoir reçu une formation universitaire intensive et avancée en sciences modernes »,.
Résumant la pensée de Nasr, le philosophe Lucian W. Stone, Jr. écrit dans The Dictionary of Modern American Philosophers : « Selon Nasr, alors que les sciences traditionnelles — qui comprennent la biologie, la cosmologie, la médecine, la philosophie, la métaphysique, etc. —, considèrent les phénomènes naturels et l'humanité comme vestigia Dei (signes de Dieu), la science moderne a séparé l'univers, y compris les humains, de Dieu. Le monde naturel ou le cosmos a une signification qui les dépasse, que la science séculière moderne ignore intentionnellement ».
Nasr rappelle qu'historiquement la science occidentale est « inextricablement liée à la science islamique et, avant elle, aux sciences gréco-alexandrine, indienne, iranienne ancienne ainsi que mésopotamienne et égyptienne ». Reniant cet héritage, la Renaissance déjà — malgré certaines résistances —, mais surtout le XVIIe siècle (Descartes, Galilée, Kepler, Newton) ont déterminé de nouveaux paradigmes conformes à l’anthropocentrisme et au rationalisme ambiants et à la sécularisation du cosmos, qui ont abouti à une science « unilatérale et monolithique, [...] liée à un seul niveau de réalité [...], une science profondément terrestre et extériorisée ».
Sans nier les prouesses « d'une science limitée à la dimension physique de la réalité », Nasr relève toutefois que « les visions du monde tirées des doctrines traditionnelles rappellent constamment le lien intérieur qui lie la nature physique au domaine de l'Esprit, et la face extérieure des choses à une réalité intérieure qu'elles voilent et révèlent à la fois ». Pour les sciences traditionnelles de toutes les civilisations, l’univers est formé d’une hiérarchie de degrés, le degré le plus « extérieur » ou le plus « bas » étant constitué par le monde physique, le seul que la science moderne reconnaisse ; ce degré inférieur reflète les degrés supérieurs de l’univers au moyen de symboles qui sont autant de « portes ouvertes vers l'Invisible ».
Nasr relève toutefois « certaines intuitions et découvertes » de scientifiques contemporains, « qui révèlent l'origine divine du monde », déduction que le scientisme ne veut admettre, « les philosophes scientifiques étant beaucoup plus dogmatiques que bien des scientifiques, en niant toute signification métaphysique aux découvertes de la science ». Le scientisme présente « la science moderne non pas comme une façon particulière de connaître la nature, mais comme une philosophie complète et totalitaire qui réduit toute la réalité au domaine physique et ne souhaite en aucun cas accepter la possibilité de l'existence de visions du monde non scientifiques ». Cependant, fait remarquer Nasr, un grand nombre d’éminents physiciens « ont souvent été les premiers à nier le scientisme et même la prétendue méthode scientifique [...], cherchant à aller au-delà du réductionnisme scientifique qui a joué un si grand rôle dans la désacralisation de la nature et de la connaissance ».

Selon Lumbard, Nasr considère que 
«  la science en soi est neutre et les informations que la découverte scientifique fournit sont exactes sur son propre plan, mais la science se fourvoie lorsqu'elle passe du domaine de l'investigation à celui de l'idéologie, généralisant et absolutisant une vision particulière du monde physique qui relève de son domaine, puis jugeant les autres disciplines en fonction de cette vision étroite. [...] Nasr appelle à une intégration de la science moderne dans la métaphysique et dans les sciences cosmologiques traditionnelles, dans lesquelles la connaissance des niveaux de réalité propres à chaque discipline est perçue à travers la lumière de formes supérieures de connaissance, au sommet desquelles se trouve la connaissance de la Réalité ultime. »

#### L'art
Dans le cadre de ses réflexions sur l’art, Seyyed Hossein Nasr se fonde, comme toujours, sur « la perspective traditionnelle qui est par nature métahistorique et pérenne ». Pour lui, tout art « doit transmettre la vérité et la beauté » et comporter « un caractère universel » car il est indépendant de « l'ego de l'artiste ». Il cite comme exemples l’art traditionnel « persan et arabe dans le monde islamique, japonais et chinois en Extrême-Orient, hindou et bouddhiste dans le monde indien, chrétien médiéval en Occident », ainsi que les arts des « peuples primitifs des Amériques, d'Australie et d'Afrique qui, en un sens, appartiennent à une même famille ». « Cet art est un reflet, dans le monde des formes physiques, d’un paradigme, d’une idée, d’un archétype, selon le sens platonicien des termes. »
Ainsi, dans l’art traditionnel, précise Nasr, l’artiste exprime, « au moyen de techniques traditionnelles, [...] des symboles, des idées, [...] qui dépassent [...] sa psyché individuelle » car ils relèvent du « monde spirituel » ; « c'est là la grande différence entre l'art traditionnel et l'art moderne ». Un art est considéré comme traditionnel « non pas en raison de son sujet mais en raison de sa conformité aux lois cosmiques des formes, aux lois du symbolisme, au génie propre à l'univers spirituel dans lequel il a été créé, à son style hiératique, à sa conformité à la nature du matériau utilisé et, enfin, à sa conformité à la vérité » telle qu'elle est exprimée par le milieu religieux dont il est issu.
Quant à l’art sacré, « qui est au cœur de l'art traditionnel, il a une fonction sacramentelle et il est, comme la révélation elle-même, à la fois vérité et présence » ; il « implique les observances rituelles et cultuelles ainsi que les aspects pratiques et opératifs des voies de réalisation spirituelle». Dans une société traditionnelle, précise Nasr, on ne distingue pas entre art sacré et art religieux mais « dans l'Occident post-médiéval, ainsi que dans d’autres parties du monde depuis le XIXe siècle, — en fait partout où les arts traditionnels ont déchu — », l’art religieux ne se caractérise plus que par son sujet, aux dépens de « ses moyens d'exécution et de son symbolisme » supra-individuel. Aujourd’hui, « la majorité des œuvres d’art religieuses ne sont pas traditionnelles mais individualistes et psychologisantes ».
Pour Nasr, la dégénérescence de l’art occidental depuis la Renaissance est la conséquence d’une « vision de l'homme comme un être purement séculier et terrestre » ,. De symbolique qu’il était, l’art devient de plus en plus naturaliste, comme on le constate, par exemple, en comparant les sculptures de la cathédrale de Chartres à celles de Michelange, ou les Vierges de Raphaël à celles du Moyen Âge. Mais, lassé de reproduire indéfiniment des êtres et des objets dépourvus de vie, le naturalisme s’efface dans la seconde moitié du XIXe siècle devant « cette nouvelle vague très ingénieuse d'art impressionniste qui essaie de capturer certaines qualités de la nature [...] en utilisant la lumière et les couleurs [...], sans imiter les formes extérieures ». Ce mouvement, toutefois, n'est qu’une « phase transitoire avant l'effondrement du monde de l’art, [...] de Picasso à nos jours ». Les « fissures » d’un psychisme de plus en plus « solidifié » par « des siècles d'humanisme, de rationalisme et d'empirisme » ont ouvert l’accès aux influences les plus « inférieures ».
La plupart des artistes modernes « s'enlisent dans leur propre ego [...], menant des vies » souvent dissolues, « alors que la perspective traditionnelle », au contraire, « cherche à libérer l’artiste par la discipline spirituelle [...] et à briser l'emprise de l’ego inférieur sur l’âme immortelle ». L’artiste traditionnel « n’essaye pas d’exprimer ses sentiments ou ses propres idées », comme le fait l’artiste moderne ; « l'Art pour l'art » n’est pas son credo, pas plus que « l'innovation, l'originalité et la créativité » car, contrairement à l’artiste moderne, il sait que l’art a pour but « de réaliser la perfection intérieure et les besoins humains au sens le plus profond [...], qui sont spirituels », intimement liés à « la beauté et à la vérité »,. « Toute beauté, écrit Nasr, est un reflet de la Beauté divine et peut conduire à la source de ce reflet » ; mais le contemporain coudoie « la laideur, sans se rendre compte que le besoin de beauté est aussi profond que celui de l’air qu’il respire ».
Il existe, certes, à l'époque actuelle, des artistes enracinés dans une véritable spiritualité et qui l’expriment ou tentent de l’exprimer dans leur art, avec l'humilité qu'exige « la lumière de la vérité et l'héritage millénaire de l'art traditionnel, dont la plupart des œuvres a été produite [...] par des artistes anonymes, effacés devant la réalité de l'Esprit et qui, par leur transparence, ont pu refléter la lumière du monde spirituel dans leurs œuvres ».

## Prix et distinctions
- 1950 : Wyclifte Award (décerné chaque année au meilleur élève diplômé de la Peddie School, New Jersey)[9].
- 1977 : Docteur honoris causa de la faculté de théologie de l'université d'Uppsala en Suède[230].
- 1977 : Prix Charles-Blanc de l’Académie française.
- 1997 : Templeton Religion and Science Award (décerné au meilleur cours universitaire des États-Unis sur les rapports entre la religion et la science)[231].

## Publications

### En anglais
Essais
La majorité des titres ont fait l'objet de plusieurs rééditions ; seule la première édition est indiquée ci-dessous.
- Three Muslim Sages : Avicenna, Suhrawardī, Ibn ʿArabī, Cambridge/MA, Harvard University Press, 1964, 185 p.
- An Introduction to Islamic Cosmological Doctrines: Conceptions of Nature and Methods Used for its Study by the Ikhwān Al-Ṣafā', Al-Bīrūnī and Ibn Sīnā, Cambridge/MA, Harvard University Press, 1964, 312 p.
- Ideals and Realities of Islam, London, Allen and Unwin, 1966, 188 p.
- Islamic Studies: Essays on Law and Society, the Sciences, Philosophy and Sufism, Beyrouth, Librarie du Liban, 1967, 155 p.
- Science and Civilization in Islam, Cambridge/MA, Harvard University Press, 1968, 384 p.
- Man and Nature: The Spiritual Crisis of Modern Man, London, Allen and Unwin, 1968, 152 p.
- Sufi Essays, London, Allen and Unwin, 1972, 184 p.
- Islam and the Plight of Modern Man, London, Longmans, 1976, 161 p.
- Islamic Science: An Illustrated Study, London, World of Islam Festival Trust, 1976, 273 p.
- Sadr al-Dîn Shîrâzî and his Transcendent Theosophy, Imperial Iranian Academy of Philosophy, 1978, 108 p.
- Islamic Life and Thought, London: Allen and Unwin, 1981, 232 p.
- Knowledge and the Sacred, New York, Crossroad, 1981, 341 p.
- Muhammad: Man of God, London, Muhammadi Trust, 1982, 102 p.
- Islamic Art and Spirituality, Albany/NY, State University of New York Press, 1987, 213 p.
- Traditional Islam in the Modern World, London & New York, Kegan Paul International, 1987, 336 p.
- A Young Muslim’s Guide to the Modern World, Chicago, Kazi Publications, 1993, 272 p.
- The Need for a Sacred Science, Albany/NY, State University of New York Press, 1993, 187 p.
- Religion and the Order of Nature, New York & Oxford, Oxford University Press, 1996, 308 p.
- The Islamic Intellectual Tradition in Persia, New York, Routledge, 1996, 375 p.
- The Philosophy of Seyyed Hossein Nasr, Chicago, Open Court, 2001, coll. « The Library of Living Philosophers », 1001 p.
- The Heart of Islam: Enduring Values for Humanity, San Francisco/CA, Harper San Francisco, 2002, 338 p.
- Islam: Religion, History, and Civilization, San Francisco/CA, Harper San Francisco, 2002, 298 p.
- Islamic Philosophy from Its Origin to the Present: Philosophy in the Land of Prophecy, Albany/NY, State University of New York Press, 2006, 380 p.
- The Garden of Truth: The Vision and Promise of Sufism, Islam's Mystical Tradition, San Francisco/CA, Harper San Francisco, 2007, 256 p.
- Islam in the Modern World: Challenged by the West, Threatened by Fundamentalism, Keeping Faith with Tradition, New-York, HarperCollins, 2010, 496 p..

Poésie
- Poems of the Way, Oakton/VA, Foundation for Traditional Studies, 1999, 92 p.
- The Pilgrimage of Life and the Wisdom of Rûmî, Oakton/VA, Foundation for Traditional Studies, 2007, 116 p.

Articles
Seyyed Hossein Nasr a publié plus de 500 articles.
- L'ouvrage suivant récapitule tous les articles publiés entre 1961 et 2014 : (en) Nicholas Boylston, Oludamini Ogunnaike & Syed A.H. Zaidi (Eds.), From the Pen of Seyyed Hossein Nasr : A Bibliography of His Works Through His Eightieth Year, Chicago, Kazi, 2014, 171 p. (ISBN 978-1-567-44273-1)
- 21 d'entre eux, parus dans Studies in Comparative Religion entre 1968 et 1984, peuvent être lus en ligne .

Éditions
Seyyed Hossein Nasr en tant qu'éditeur intellectuel :
- An Annotated Bibliography of Islamic Science, coéditeurs William Chittick et Peter Zirnis (3 vol.), 1975.
- Isma'ili Contributions to Islamic Culture, 1977.
- Philosophy, Literature and Fine Arts dans Islamic Education Series, 1982.
- The Essential Frithjof Schuon, 1986.
- Shi'ism: Doctrines, Thought, and Spirituality, coéditeurs Vali Reza Nasr et Hamid Dabashi, 1988.
- Expectation of the Millennium: Shi'ism in History, coéditeurs Vali Reza Nasr et Hamid Dabashi, 1989.
- Islamic Spirituality (vol. 1: Foundations / vol. 2: Manifestations), 1987 / 1990.
- Religion of the Heart: Essays Presented to Frithjof Schuon on his Eightieth Birthday, coéditeur William Stoddart, 1991.
- In Quest of the Sacred: The Modern World in the Light of Tradition, coéditrice Katherine O'Brien, 1994.
- History of Islamic Philosophy, coéditeur Oliver Leaman, 1995.
- Mecca the Blessed, Medina the Radiant: The Holiest Cities of Islam, photographies de Kazuyoshi Nomachi, texte de Seyyed Hossein Nasr, 1997.
- An Anthology of Philosophy in Persia, coéditeur Mehdi Aminrazavi (5 vol.), 1999 à 2014.
- The Essential Sophia, coéditrice Katherine O'Brien, 2006.
- The Study Quran coéditeurs Caner Dagli, Maria Dakake, Joseph Lumbard et Mohammed Rustom, 2015.

Anthologies
- (en) Mehdi Amin Razavi (Ed.), The Islamic Intellectual Tradition in Persia, London, Curzon Press, 1996, 392 p. (ISBN 978-0-700-70314-2)
- (en) William Chittick (Ed.) (préf. Huston Smith), The Essential Seyyed Hossein Nasr, World Wisdom, 2007, 272 p. (ISBN 978-1-933-31638-3)

### En français
Essais
- L'homme face à la nature : la crise spirituelle de l'homme moderne [« The Encounter of Man and Nature: The Spiritual Crisis of Modern Man »], Buchet-Chastel, 1978, 168 p. (ISBN 978-2-7020-1517-9).
- Essais sur le soufisme [« Sufi Essays »], Albin Michel, coll. « Spiritualités vivantes », 1980, 256 p. (ISBN 978-2-226-00894-7)
- Islam, perspectives et réalités [« Ideals and Realities of Islam »], Buchet/Chastel, 1991 ; réédition : Tasnîm, 2019, 290 p. (ISBN 979-1091300261)
- L'islam traditionnel face au monde moderne [« Traditional Islam in the Modern World »], L'Âge d'Homme, coll. « Delphica », 1993, 255 p. (ISBN 978-2-8251-0376-0, lire en ligne)
- Sciences et savoir en islam [« Science and Civilization in Islam »], Sindbad, 1995 ; réédition : Tasnîm, 2023, 364 p. (ISBN 979-109130052-0)
- La connaissance et le sacré [« Knowledge and the Sacred »], L'Âge d'Homme, coll. « Delphica », 1999, 350 p. (ISBN 978-2-8251-1059-1, lire en ligne).
- La religion et l'ordre de la nature [« Religion and the Order of Nature »], Entrelacs, 2004, 432 p. (ISBN 978-2-908606-15-7)
- Le jardin de la vérité : la perspective du soufisme, tradition spirituelle de l'islam [« The Garden of Truth: The Vision and Promise of Sufism, Islam's Mystical Tradition »], Wattrelos, Tasnîm, 2017, 300 p. (ISBN 979-10-91300-19-3)

## Entretiens
Sous forme de livres
- (fa) Ramin Jahanbegloo, Dar Jostejooye Amr e Qodsi, Téhéran, 1965 (ISBN 9-6431-2848-2).
- (en) Muzaffar Iqbal, Islam, Science, Muslims, and Technology, Islamabad, Dost, 2009, 212 p. (ISBN 978-0-9738744-2-6).
- (en) Ramin Jahanbegloo, In Search of the Sacred: a Conversation with Seyyed Hossein Nasr on his Life and Thought, Santa Barbara/CA, Praeger, 2010, 375 p. (ISBN 978-0-31338-324-3, lire en ligne).

Sous forme d'articles
- (en) Hossein Nasr, « On the question of biological origins », Islam & Science, vol. 4, no 2,‎ hiver 2006, p. 181-185
- (en) Nevad Kahteran, « Interviews with the Precursors of Knowledge: The Interview with Professor Seyyed Hossein Nasr », Katha. Journal of the Centre for Civilisational Dialogue, University of Malaya, vol. 5,‎ juillet 2009, p. 69-77 (lire en ligne, consulté le 9 août 2020)
- (en) « Interview with Seyyed Hossein Nasr on Religion & the Environment », Newsletter Georgetown University, Qatar, no 15,‎ automne 2013, p. 1+8 à 11 (lire en ligne, consulté le 9 août 2020)
- (en) Ali Lakhani, « Dr. Seyyed Hossein Nasr: Interview » (The Sacred Web Conference, Vancouver), 27 avril 2014 (consulté le 9 août 2020)
- (en) Bob Abernethy (Religion & Ethics Newsweekly), « Seyyed Hossein Nasr on Islam », 7 février 2003 (consulté le 26 juillet 2020).
- (en) Bob Abernethy (Religion & Ethics Newsweekly), « Seyyed Hossein Nasr Extended Interview », 7 février 2003 (consulté le 9 août 2020).
- (en) Michael Barnes Norton (Journal of Philosophy & Scripture, Islamic Cultural Center of Northern California), « Scripture, Society, and Traditional Wisdom: An Interview with Seyyed Hossein Nasr », automne 2004 (consulté le 9 août 2020).
- (en) Kaleem Hussain (Muslim Heritage), « Interview with Prof. Seyyed Hossein Nasr », 26 mai 2009 (consulté le 7 août 2020).
- (en) Mustafa Tabanli (The Fountain Magazine), « On Nature, Beauty, and Transcendence: An Interview with Seyyed Hossein Nasr », mai 2009 (consulté le 9 août 2020).
- (en) Islam & Science Journal, « Islamic Pedagogy: An Interview », été 2010 (consulté le 9 août 2020).
- (en) Natella Speranskaya, « Interview with Seyyed Hossein Nasr », 2013 (consulté le 9 août 2020).
- (en) Colin Christopher (Islamic Cultural Center of Northern California), « Interview with Sufi Scholar, Dr. Seyyed Hossein Nasr », novembre 2016 (consulté le 9 août 2020).
- (en) Sahil Badruddin (Boniuk Institute for Religious Tolerance), « Role of Thinking in Islam: Past, Present, and Future », automne 2019 (consulté le 9 août 2020).

## Sources et bibliographie
- Daoud Riffi, « Seyyed Hossein Nasr, un intellectuel dans le siècle », Revue Conscience Soufie, no 3,‎ mars 2020, p. 45-49 (lire en ligne, consulté le 16 août 2020)
- (en) Mohamed Abu Sayem, « Seyyed Hossein Nasr's Works on Environmental Issues : A Survey », Islamic Studies, vol. 58, no 3,‎ 2019, p. 439–451 (lire en ligne, consulté le 13 août 2020)
- (en) Mohamed Abu Sayem, « The Eco-Philosophy of Seyyed Hossein Nasr: Spiritual Crisis and Environmental Degradation », Islamic Studies, vol. 58, no 2,‎ 2019, p. 271-295 (lire en ligne, consulté le 13 août 2020)
- (en) Adnan Aslan, Religious Pluralism in Christian and Islamic Philosophy : The Thought of John Hick and Seyyed Hossein Nasr, Londres, Routledge, 1999, 308 p. (ISBN 978-1-138-99725-7, DOI 10.4324/9780203036815)
- (en) Nicholas Boylston, Oludamini Ogunnaike & Syed A.H. Zaidi (Eds.), From the Pen of Seyyed Hossein Nasr : A Bibliography of His Works Through His Eightieth Year, Chicago, Kazi, 2014, 171 p. (ISBN 978-1-567-44273-1)This work is a bibliography of Seyyed Hossein Nasr from 1961 to 2014 including translation of his works in 28 languages. (From the publisher.)
- (en) Saouma Boujaoude, « Evolution Education in the Arab States : Context, History, Stakeholders’ Positions and Future Prospects », dans Hasan Deniz & Lisa A. Borgerding (Eds.), Evolution Education Around the Globe, New York, Springer, 2018, 464 p. (ISBN 978-3-319-90939-4, lire en ligne), p. 297-312
- (en) William C. Chittick, « Introduction », dans William C. Chittick, The Essential Seyyed Hossein Nasr, Bloomington/IN, World Wisdom, 2007, 272 p. (ISBN 978-1-933-31638-3, lire en ligne)
- (en) Elisabeth Eaves, « A Religious Nature: Philosopher Seyyed Hossein Nasr on Islam and the environment », Bulletin of the Atomic Scientists, vol. 71, nos 5/1,‎ novembre 2015, p. 13-18 (DOI 10.1177/0096340215599785, lire en ligne)
- (en) Mohammad H. Faghfoory, Beacon of Knowledge: Essays in Honor of Seyyed Hossein Nasr, Louisville/KY, Fons Vitae, 2003, 638 p. (ISBN 978-1-887-75256-5)
- (en) Muhammad U. Faruque (Ed.), The Pen & the Tablet – Works by and about Seyyed Hossein Nasr through his 85th Birthday, Louisville/KY, Fons Vitae, 2019, 258 p. (ISBN 978-189178598-6)
- (en) L.E. Hahn, R.E. Auxier & L.W. Stone Jr. (Eds), The Philosophy of Seyyed Hossein Nasr, Chicago, Open Court, coll. « The Library of Living Philosophers » (no 28), 2001, 1001 p. (ISBN 978-0-812-69413-0, lire en ligne)
- (en) Marjorie Hope & James Young, « Islam and Ecology », CrossCurrents, vol. 44, no 2,‎ été 1994, p. 180-193 (lire en ligne, consulté le 15 août 2020)
- (en) Ibrahim Kalin, « The Sacred versus the Secular: Nasr on Science », sur Centre de recherche iranien sur la philosophie et la sagesse (IPTRA), Téhéran, 1996 (consulté le 13 août 2020)
- (en) Patrick Laude, « Seyyed Hossein Nasr in the Context of the Perennialist School », dans Mohammad H. Faghfoory (Ed.), Beacon of Knowledge: Essays in Honor of Seyyed Hossein Nasr, Louisville/KY, Fons Vitae, 2003, 638 p. (ISBN 978-1-887-75256-5, lire en ligne)
- (en) Joseph E. B. Lumbard, « Seyyed Hossein Nasr on Tradition and Modernity », dans David Marshall (Ed.), Tradition and Modernity: Christian and Muslim Perspectives, Washington, D.C., Georgetown University Press, 2013, 272 p. (ISBN 978-1-933-31638-3, lire en ligne), p. 169-184
- (en) Terry Moore, « Introduction », dans Ramin Jahanbegloo, In Search of the Sacred : a Conversation with Seyyed Hossein Nasr on his Life and Thought, Santa Barbara/CA, Praeger, 2010, 375 p. (ISBN 978-0-31338-324-3, lire en ligne), xxi - xxxiv
- (en) Musa Y. Owoyemi, « Modern Western Philosophical Reasoning and the Sacred: Seyyed Hossein Nasr on the Cogito and the Place of the Intellect, Revelation and Reason in Human Affairs », dans IOSR Journal of Humanities and Social Science, 2018 (lire en ligne), p. 14-20
- (en) Tarik M. Quadir, Traditional Islamic Environmentalism: The Vision of Seyyed Hossein Nasr, Lanham/MD, University Press of America, 2013, 262 p. (ISBN 978-0-7618-6143-0, lire en ligne)
- (en) Judy D. Saltzman, « The Concept of Spiritual Knowledge in the Philosophy of Seyyed Hossein Nasr », dans L.E. Hahn, R.E. Auxier & L.W. Stone Jr. (Eds.), The Philosophy of Seyyed Hossein Nasr, Chicago, Open Court, 2001, 1001 p. (ISBN 978-0-812-69413-0, lire en ligne), p. 589-612.
- (en) Jane I. Smith, « Seyyed Hossein Nasr and the Muslim-Christian Encounter », dans Mohammad H. Faghfoory (Ed.), Beacon of Knowledge: Essays in Honor of Seyyed Hossein Nasr, Louisville/KY, Fons Vitae, 2003, 638 p. (ISBN 978-1-887-75256-5)
- (en) Marietta Stepaniants, « Seyyed Hossein Nasr: Apologist or Reformer of Islam? », dans L.E. Hahn, R.E. Auxier & L.W. Stone Jr. (Eds.), The Philosophy of Seyyed Hossein Nasr, Chicago, Open Court, 2001, 1001 p. (ISBN 978-0-812-69413-0, lire en ligne), p. 799-809
- (en) Lucian W. Stone, Jr., « Nasr, Seyyed Hossein (1933-) », dans John R. Shook, Dictionary Of Modern American Philosophers, vol. 3, London, Thoemmes Continuum, 2005, 2000 p. (ISBN 978-1-847-14470-6), p. 1799 ss.
- (en) Muhammad Suheyl Umar, « From the Niche of Prophecy: Nasr's Position on Islamic Philosophy within the Islamic Tradition in Excerpts and Commentary », dans L.E. Hahn, R.E. Auxier & L.W. Stone Jr. (Eds.), The Philosophy of Seyyed Hossein Nasr, Chicago, Open Court, 2001, 1001 p. (ISBN 978-0-812-69413-0, lire en ligne), p. 89-132
- (en) The Gifford Lectures on Natural Theology, « Biography », Edinburgh, Glasgow, St. Andrews & Aberdeen Universities, 2003 (consulté le 15 août 2020)
- (en) The Seyyed Hossein Nasr Foundation, « Biography », Washington, D.C., 1999 (consulté le 15 août 2020)